# 1978 في الهند
فيما يلي قوائم الأحداث التي وقعت خلال عام 1978 في الهند.

## أحداث
- 1 يناير – طيران الهند الرحلة 855

## سياسة

### تعيين في المنصب
- 1 يوليو – مورارجي ديساي وزير الشؤون الداخلية [الإنجليزية]‏.

## مواليد

### يناير
- 1 يناير – فيديا بالان

### مارس
- 3 مارس – تانيشا موكرجي ممثلة هندية.
- 21 مارس – راني موخرجي

### أبريل
- 16 أبريل – لارا دوتا

### يونيو
- 25 يونيو – أفتاب شيفداساني ممثل هندي.

### يوليو
- 21 يوليو – اشيش شودهاري ممثل هندي.

### سبتمبر
- 1 سبتمبر – راكيش فاشيس ممثل هندي.

### أكتوبر
- 4 أكتوبر – سهى خان ممثلة هندية.
- 26 أكتوبر – سوزان خان
- 28 أكتوبر – أديتي راو حيدري ممثلة هندية.

### ديسمبر
- 17 ديسمبر – ريتيش ديشموك ممثل هندي.

## وفيات

### يونيو
- 13 يونيو – إيرين بودير بيكوك (مواليد 1892) لاعبة كرة مضرب جنوب أفريقية.